# Sobór Narodzenia Pańskiego w Tarnopolu
Sobór Narodzenia Pańskiego, także: cerkiew Średnia (ukr. Собор Різдва Христового) – zabytkowa obronna cerkiew parafialna w centrum Tarnopola przy ul. Ruskiej 22. Należy do rodzaju tak zwanych cerkwi konchowych.

## Historia
Cerkiew Narodzenia Pańskiego została zbudowana jako prawosławna z ciosanych bloków piaskowca w latach 1602–1608 przez budowniczego Leontija. Jest usytuowana w starej części miasta, ciekawa pod względem architektonicznym oraz wyposażenia wnętrza.
W cerkwi znajduje się cudowna ikona Matki Bożej Tarnopolskiej.

Przez pewien czas była cerkwią greckokatolicką, potem dekanalną cerkwią greckokatolickiej metropolii halickiej. Od czasu pseudosoboru lwowskiego (1946) była w zarządzie Rosyjskiego Kościoła Prawosławnego. Po upadku ZSRR należała do Ukraińskiego Autokefalicznego Kościoła Prawosławnego, od 2018 r. znajduje się w jurysdykcji Kościoła Prawosławnego Ukrainy.

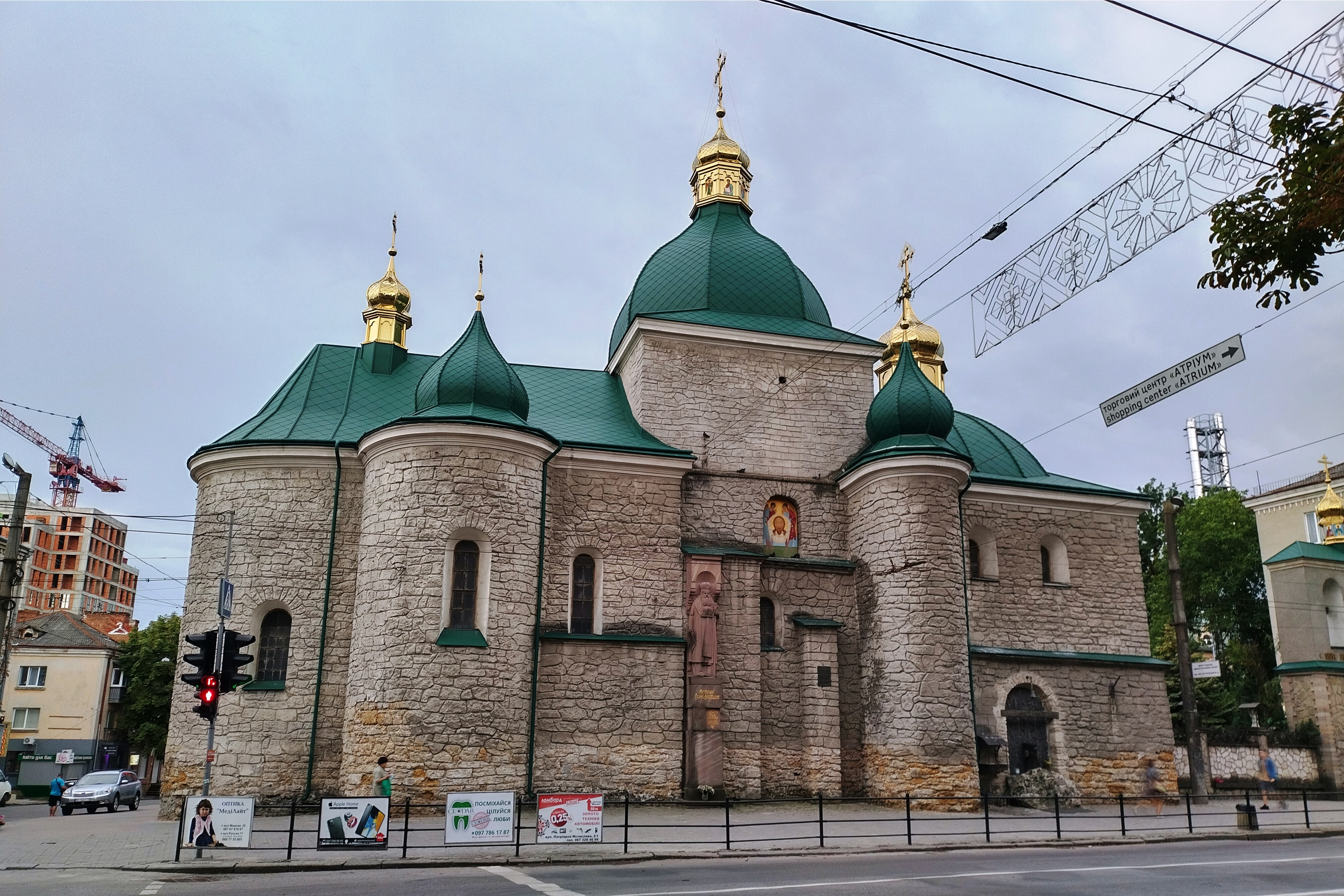
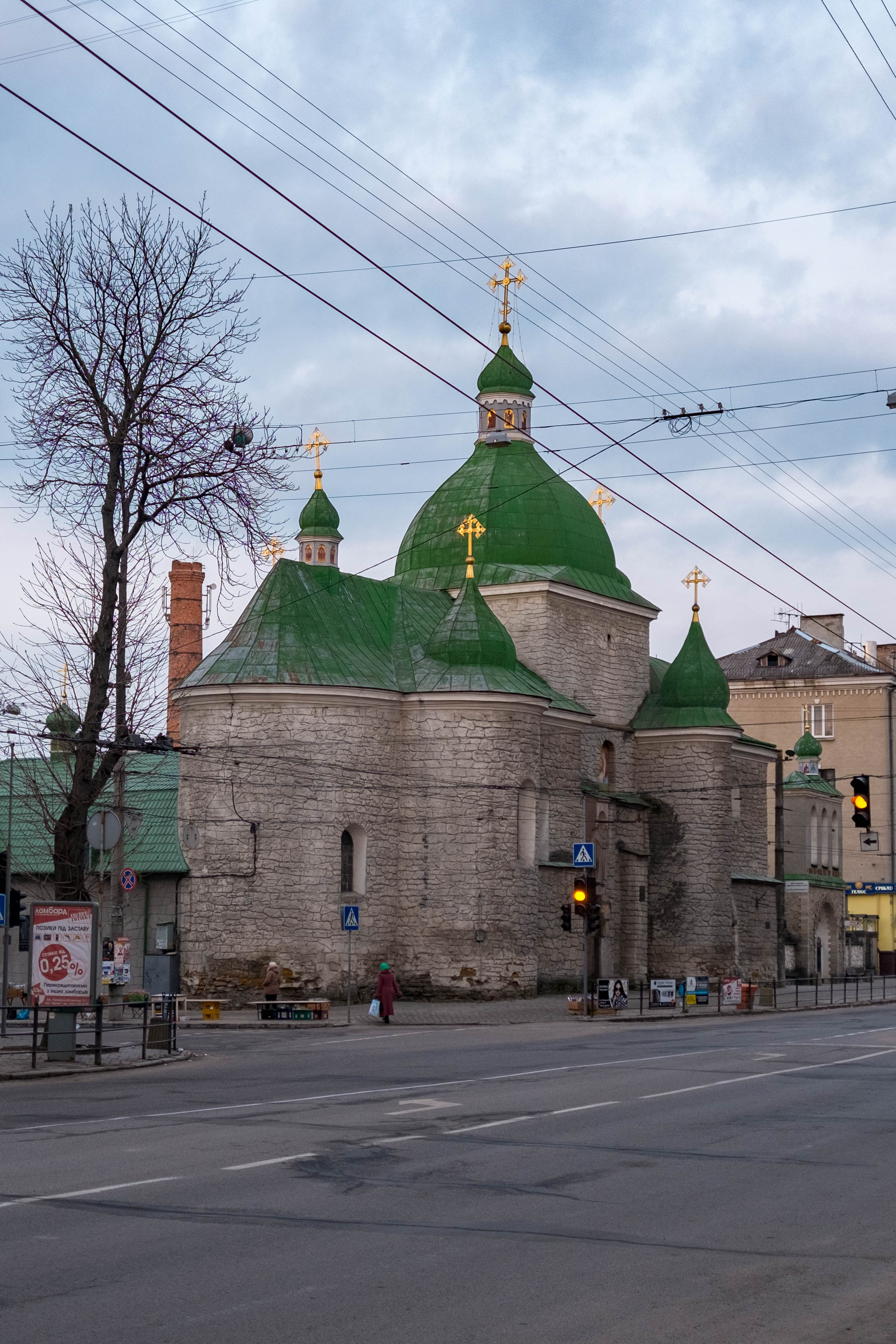
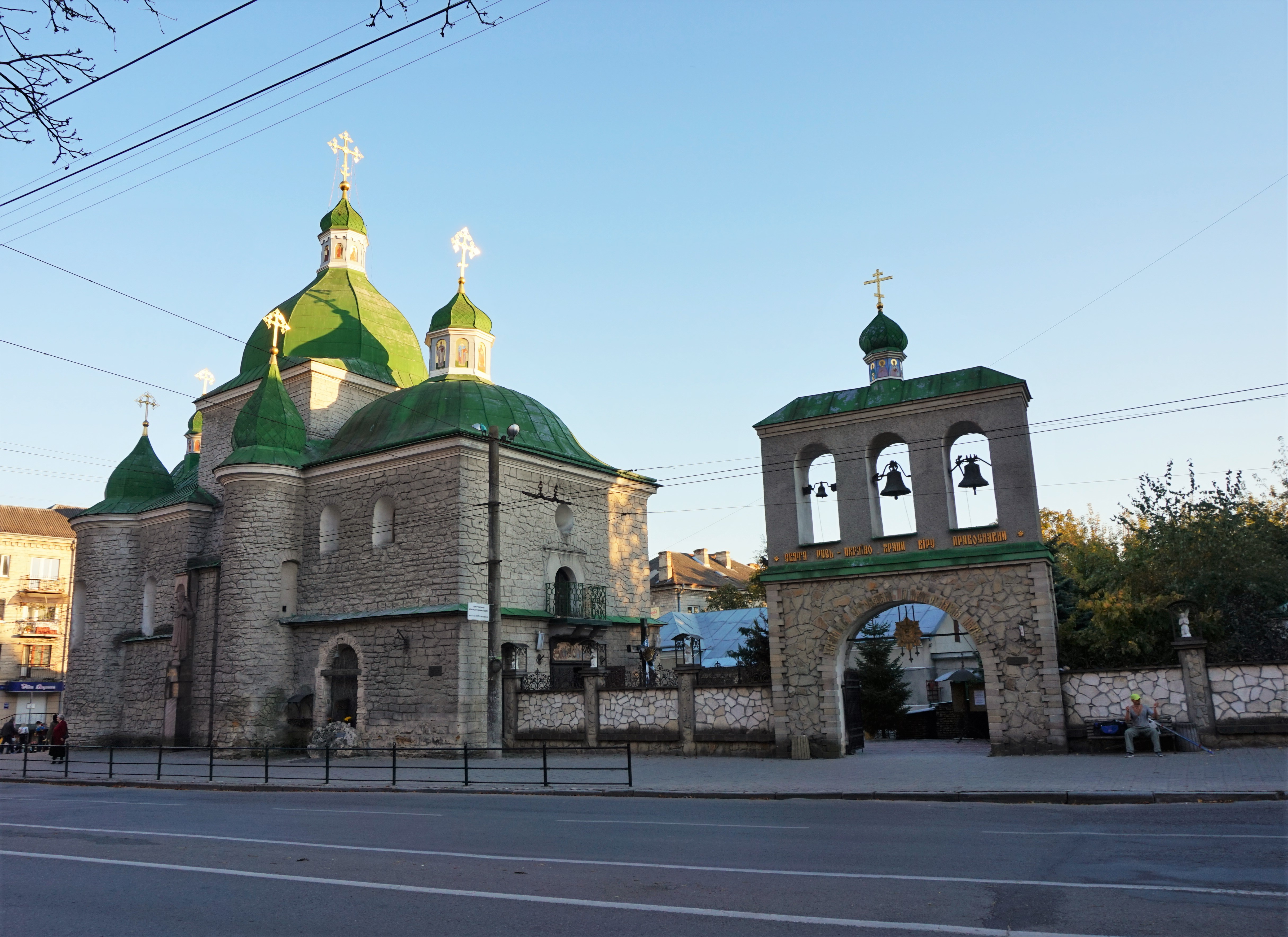
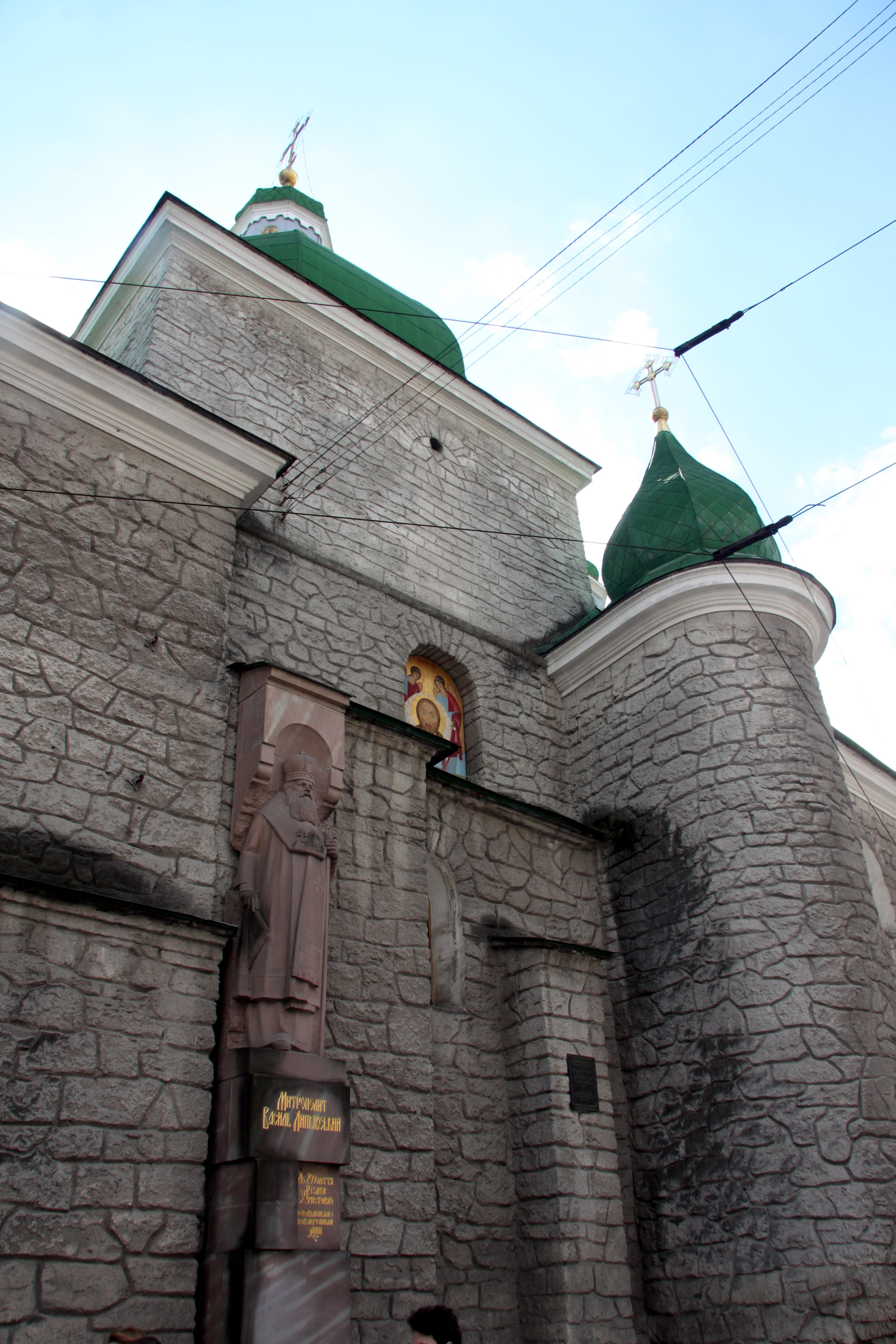